# Eduard von Böhm-Ermolli
Baron Eduard von Böhm-Ermolli, italijansko-avstrijski feldmaršal, * 12. februar 1856, Ancona, † 9. december 1941, Troppau (danes Opava, Češka).

## Napredovanja
- poročnik - 1. september 1875
- nadporočnik - 1. maj 1880
- stotnik - 1. maj 1884
- major - 1. maj 1891
- podpolkovnik - 1. maj 1895
- polkovnik - 1. maj 1897
- generalmajor - 1. maj 1903
- podmaršal - 1. april 1907
- general - 1. maj 1912
- generalpolkovnik - 1. maj 1916
- feldmaršal - 31. januar 1918
- častni generalfeldmaršal - 31. oktober 1940

## Odlikovanja in nagrade
- pruski red rdečega orla 3. razreda 04.01.1894
- Militär-Verdienstkreuz 15.10.1895
- Jubiläums-Erinnerungs-Medaille 02.12.1898
- Offiziers-Dienstzeichen 3. Klasse 18.08.1900
- red železne krone 3. razreda 09.04.1901
- viteški križec reda Leopolda 09.03.1901
- red pruske krone 1. razreda 16.01.1910
- veliki križ reda Leopolda z vojnim okrasjem 30.10.1914
- veliki križ reda Leopolda Il in II. razreda 07.12.1914
- veliki križ bayerischen Militär-Verdienst-Ordens mit Schwertern 28.06.1915
- ksl. ottomanische goldene und silberne Imtiaz-Kriegsmedaille 04.04.1916
- Pour le Mérite (št. 4860) 07.10.1916
- Große Militär-Verdienstmedaille am Bande des Militär-Verdienstkreuzes 18.01.1917
- Eichenlaub zum Pour le Mérite (Nr. 191) 27.07.1917
- Kommandeur reda Marije Terezije (179. Promotion) 28.07.1917
- veliki križ z zlato zvezdo und Schwertern des kgl. sächsichen Albrecht-Ordens 15.12.1917
- Ritter- und Kommandeurkreuz II. Klasse mit Schwertern des sächsichen Militär St. Heinrich-Ordens 08.02.1918
- veliki križ reda sv. Štefana 26.03.1918
- Schwerter zur Großen Militär-Verdienstmedaille am Bande des Militär-Verdienstkreuzes 15.05.1918
- veliki križ  pruskega reda rdečega orla mit Schwertern 30.05.1918